# Max Mandusic
Max Mandusic (Trieste, 12 giugno 1998) è un astista italiano, ha partecipato ai Campionati europei di Monaco di Baviera nel 2022.

## Biografia
Cresciuto a Trieste, nel 2012 inizia a praticare atletica leggera prediligendo gli ostacoli, passando poi al salto con l'asta allenato dallo zio.
Nel 2014 entra a far parte dell'Atletica Trieste, nel 2015 partecipa ai Mondiali U18 a Cali in Colombia non qualificandosi per la finale con la misura di 4,90 m.
Nel 2017 partecipa agli Europei U20 a Grosseto giungendo decimo in finale.
Nel 2019 vince i Campionati italiani Promesse (under 23) Rieti, stabilendo il suo nuovo primato di 5,40 m, partecipa agli Europei U23 a Gävle in Svezia non superando le qualificazioni, non ottenendo misura. A fine luglio a Bressanone vince il suo primo titolo ai campionati italiani assoluti.
L'anno successivo vince sia ai campionati italiani assoluti indoor ad Ancona, stabilendo il suo nuovo personale a 5,50 m che ai campionati italiani assoluti a Padova.
Nel 2021 passa alle Fiamme Gialle e vince nuovamente ai campionati italiani assoluti indoor ad Ancona, mentre giunge quinto ai campionati italiani assoluti a Rovereto.
Nel 2022 rivince i campionati italiani assoluti a Rieti; partecipa ai Giochi del Mediterraneo a Orano in Algeria giungendo 6º nel salto in alto. Partecipa agli Europei, svoltisi a Monaco di Baviera in Germania, venendo eliminato nelle qualificazioni non avendo superato alcuna misura.

## Palmarès
| Anno | Manifestazione          | Sede     | Evento           | Risultato      | Prestazione | Note  |
| ---- | ----------------------- | -------- | ---------------- | -------------- | ----------- | ----- |
| 2015 | Mondiali U18            | Cali     | Salto con l'asta | Qualificazione | 4,90 m      |       |
| 2017 | Europei U20             | Grosseto | Salto con l'asta | 10º            | 4,90 m      | [ 8 ] |
| 2019 | Europei U23             | Gävle    | Salto con l'asta | Qualificazione | nm          |       |
| 2022 | Giochi del Mediterraneo | Orano    | Salto con l'asta | 6º             | 5,30 m      |       |
| 2022 | Europei                 | Monaco   | Salto con l'asta | Qualificazione | nm          | [ 9 ] |

## Campionati nazionali
- 3 volte campione nazionale assoluto nel salto con l'asta (2019, 2020, 2022)
- 2 volte campione nazionale assoluto di salto con l'asta indoor (2020, 2021)

2015
- Bronzo ai campionati italiani assoluti (Padova), salto con l'asta - 4,80 m
- 7º ai campionati italiani assoluti (Torino), salto con l'asta - 4,70 m

2017
- Oro ai campionati italiani juniores (Firenze), salto con l'asta - 4,90 m
- 4º ai campionati italiani assoluti (Trieste), salto con l'asta - 5,20 m

2018
- 7º ai campionati italiani assoluti (Pescara), salto con l'asta - 5,10 m

2019
- Argento ai campionati italiani assoluti (Ancona), salto con l'asta - 5,35 m
- Oro ai campionati italiani under-23 (Rieti), salto con l'asta - 5,40 m
- Oro ai campionati italiani assoluti (Bressanone), salto con l'asta - 5,30 m

2020
- Oro ai campionati italiani assoluti (Ancona), salto con l'asta - 5,50 m
- Oro ai campionati italiani assoluti (Padova), salto con l'asta - 5,40 m

2021
- Oro ai campionati italiani assoluti (Ancona), salto con l'asta - 5,52 m
- 5º ai campionati italiani assoluti (Rovereto), salto con l'asta - 5,05 m

2022
- 5º ai campionati italiani assoluti (Ancona), salto con l'asta - 5,10 m
- Oro ai campionati italiani assoluti (Rieti), salto con l'asta - 5,50 m